# NGC 727
NGC 727 = NGC 729 ist eine Balken-Spiralgalaxie vom Hubble-Typ SBab im Sternbild Fornax am Südsternhimmel. Sie ist schätzungsweise 446 Millionen Lichtjahre von der Milchstraße entfernt und hat einen Durchmesser von etwa 145.000 Lj.
Das Objekt wurde am 1. September 1834 von dem britischen Astronomen John Herschel entdeckt (als NGC 727) und wiederentdeckt am 30. November 1837 (als NGC 729).